# Adolphe Alésina (père)
Pour l’article homonyme, voir Adolphe Alésina.
Pas d'image ? Cliquez ici

a Compétitions nationales et continentales officielles uniquement.

b Matchs officiels uniquement.
Adolf Alésina dit Adolphe Alésina, né le 21 avril 1943 à Weingarten (Allemagne) et mort le 29 juillet 2024 à Carcassonne (Aude),, est un joueur international français de rugby à XIII évoluant au poste de deuxième ligne ou de troisième ligne dans les années 1960 à 1980.
Il pratique le rugby à XIII dans sa jeunesse au Stade Minervois avant d'intégrer le club de l'A.S. Carcassonne. Avec celui-ci, il remporte à trois reprises le Championnat de France en 1966, 1967  et 1972, ainsi que la Coupe de France en 1967 et 1968, en compagnie de Jean Barthe, Pierre Escourrou, Serge Gleyzes et Guy Cénet. En 1972, il joue un temps à Villeurbanne XIII avant de rejoindre Saint-Jacques de Carcassonne puis de clore sa carrière sportive à Pamiers XIII.
Ses performances remarquées en club l'amènent très vite à être sélectionné en équipe de France entre 1967 et 1974 au poste de deuxième ou troisième ligne. Il dispute notamment la Coupe du monde en 1968 lors de laquelle la sélection française atteint la finale perdue 20-2 contre l'Australie aux côtés de Jean Capdouze et Georges Aillères sous la houlette de Jep Lacoste. Sélectionné à neuf reprises, il a connu des victoires de prestige face à l'Australie et la Nouvelle-Zélande.

## Biographie
Son fils, Adolphe Alésina, est également joueur international français de rugby à XIII dans les années 1990.

### 1968: finaliste de la Coupe du monde
En mai-juin 1968, l’Australie et la Nouvelle-Zélande organisent la quatrième édition de la Coupe du monde de rugby à XIII, compétition créée en 1954 sous l'impulsion de l'ancien président de la fédération française Paul Barrière en invitant les trois autres nations majeures de rugby à XIII : l'Australie, la Grande-Bretagne et la Nouvelle-Zélande. Ce concept est maintenu depuis à intervalle irrégulier avec ces quatre mêmes nations. Dans cette sélection française entraînée par Jep Lacoste, Adolphe Alésina est intégré au poste de deuxième ligne par le sélectionneur Antoine Jimenez où il s'y trouve l'unique Carcassonnais,.
Adolphe Alésina prend part en tant que remplaçant entré en jeu au match d'ouverture de la Coupe du monde contre la Nouvelle-Zélande le 25 mai 1968 au Carlaw Park en banlieue d'Auckland devant près de 18 000 spectateurs, la deuxième ligne étant composée de Francis de Nadaï et d'Henri Marracq. L'adversaire néo-zélandais perd dès la 12e minute leur joueur Brian Lee, expulsé définitivement pour une manchette sur André Ferren, et dut évoluer en infériorité numérique toute la rencontre. Le demi français Jean Capdouze livre alors un duel de buteurs contre son homologue Ernie Wiggs avant de marquer un essai à la suite d'une relance de Jean-Claude Cros et d'une percée de Jean-Pierre Lecompte épaulé par Michel Molinier pour emmener J. Capdouze à marquer entre les poteaux. Dès lors, malgré une supériorité en mêlée fermée des Néo-Zélandais, la France conserve son avance jusqu'à la fin du match pour s'imposer 15-10.
Adolphe Alésina ne dispute pas la seconde rencontre, la deuxième ligne est composée d'Henri Marracq et d'Hervé Mazard. Cette seconde rencontre face à la Grande-Bretagne s'avère être décisive pour une place en finale à la suite de la défaite de cette dernière face au grand favori australien. Programmée en Nouvelle-Zélande, les deux équipes s'affrontent le 1er juin 1968 au Carlaw Park devant près de 15 000 spectateurs. Un temps pluvieux sévit sur la pelouse qui rend impossible la tenue d'un jeu ordonné. Devant cette difficulté, les Britanniques mènent 2-0 à la mi-temps sur une pénalité de Bev Risman. Mais la seconde mi-temps tourne à l'avantage des Français forts d'un pack d'avants dominant et du jeu au pied de Jean Capdouze, Roger Garrigue et Jean-Pierre Clar, ils parviennent à s'imposer sur un essai de Jean-René Ledru pour porter le score final à 7-2. La France se qualifie pour la finale pour la seconde fois de son histoire après l'édition de 1954.
Effectif de l'équipe de France :
Pour la troisième rencontre de poule, la France va sur les terres australiennes après deux rencontres en Nouvelle-Zélande, celle-ci oppose les deux équipes qualifiées pour la finale le 8 juin 1968, la France et l'Australie. Afin de mieux préparer la finale qui se déroule deux jours après cette rencontre joué au Lang Park de Brisbane, les deux équipes font tourner leurs effectifs, et Adolphe Alésina dispute la rencontre en tant que titulaire en seconde ligne avec H. Mazard. Ce match s'achève sur un score sévère pour la France qui est nettement battue 37-4 et amène l'Australie à se poser comme le grand favori de la finale,.
A. Alésina n'est pas dans le treize titulaire pour cette finale qui se déroule le 10 juin 1968 au Sydney Cricket Ground devant près de 54 000 spectateurs. Dans un stade acquis à sa cause, l'Australie, dirigée par la charnière Billy Smith et Bob Fulton, réalise une haute performance en dominant l'équipe de France grâce à un jeu varié, dynamique et une domination territoriale. Les Français subissent le jeu australien malgré la vaillance de sa défense. Battus 20-2, A. Alésina et la France terminent ainsi vice-champions du monde et espère entrevoir par cet exploit la volonté d'un renouveau du rugby à XIII dans son pays.

## Palmarès
- Collectif :
  - Vainqueur du Championnat de France : 1966, 1967  et 1972 (Carcassonne).
  - Vainqueur de la Coupe de France : 1967 et 1968 (Carcassonne).
  - Finaliste de la Coupe du monde : 1968 (France).
  - Finaliste du Championnat de France : 1968 (Carcassonne).

### Coupe du monde
| Édition        | Rang      | Résultats France | Résultats Alésina | Matchs Alésina |
| -------------- | --------- | ---------------- | ----------------- | -------------- |
| Australie 1968 | Finaliste | 2 v, 0 n, 2 d    | 1 v, 0 n, 1 d     | 2/4            |

Légende : v = victoire ; n = match nul ; d = défaite.

### Détails en sélection
| Matchs internationaux d'Adolphe Alésina | Matchs internationaux d'Adolphe Alésina | Matchs internationaux d'Adolphe Alésina | Matchs internationaux d'Adolphe Alésina | Matchs internationaux d'Adolphe Alésina | Matchs internationaux d'Adolphe Alésina | Matchs internationaux d'Adolphe Alésina | Matchs internationaux d'Adolphe Alésina | Matchs internationaux d'Adolphe Alésina | Matchs internationaux d'Adolphe Alésina | Matchs internationaux d'Adolphe Alésina | Matchs internationaux d'Adolphe Alésina |
|                                         | Date                                    | Adversaire                              | Résultat                                | Compétition                             | Poste                                   | Points                                  | Essais                                  | Pen.                                    | Drops                                   |                                         |                                         |
| --------------------------------------- | --------------------------------------- | --------------------------------------- | --------------------------------------- | --------------------------------------- | --------------------------------------- | --------------------------------------- | --------------------------------------- | --------------------------------------- | --------------------------------------- | --------------------------------------- | --------------------------------------- |
| sous les couleurs de la France          |                                         |                                         |                                         |                                         |                                         |                                         |                                         |                                         |                                         |                                         |                                         |
| 1.                                      | 17 décembre 1967                        | Australie                               | 7-7                                     | Test-match                              | Deuxième ligne                          | -                                       | -                                       | -                                       | -                                       |                                         |                                         |
| 2.                                      | 24 décembre 1967                        | Australie                               | 10-3                                    | Test-match                              | Remplaçant                              | -                                       | -                                       | -                                       | -                                       |                                         |                                         |
| 3.                                      | 7 janvier 1968                          | Australie                               | 16-13                                   | Test-match                              | Remplaçant                              | -                                       | -                                       | -                                       | -                                       |                                         |                                         |
| 4.                                      | 25 mai 1968                             | Nouvelle-Zélande                        | 15-10                                   | Coupe du monde                          | Remplaçant                              | -                                       | -                                       | -                                       | -                                       |                                         |                                         |
| 5.                                      | 8 juin 1968                             | Australie                               | 4-37                                    | Coupe du monde                          | Deuxième ligne                          | -                                       | -                                       | -                                       | -                                       |                                         |                                         |
| 6.                                      | 30 novembre 1968                        | Grande-Bretagne                         | 10-34                                   | Test-match                              | Deuxième ligne                          | -                                       | -                                       | -                                       | -                                       |                                         |                                         |
| 7.                                      | 17 mars 1971                            | Grande-Bretagne                         | 2-24                                    | Test-match                              | Remplaçant                              | -                                       | -                                       | -                                       | -                                       |                                         |                                         |
| 8.                                      | 21 novembre 1971                        | Nouvelle-Zélande                        | 2-24                                    | Test-match                              | Remplaçant                              | -                                       | -                                       | -                                       | -                                       |                                         |                                         |
| 9.                                      | 20 janvier 1974                         | Grande-Bretagne                         | 5-24                                    | Test-match                              | Troisième ligne                         | -                                       | -                                       | -                                       | -                                       |                                         |                                         |

### Détails en club
| Saison    | Saison                 | Championnat           | Championnat | Coupe           | Coupe      | Sélection | Sélection | Sélection | Sélection | Sélection | Sélection | Sélection |
| Saison    | Saison                 | Comp.                 | Class.      | Comp.           | Class.     | Comp.     | M         | Pts       | Ess.      | Buts      | Dp.       |           |
| --------- | ---------------------- | --------------------- | ----------- | --------------- | ---------- | --------- | --------- | --------- | --------- | --------- | --------- | --------- |
| 1965-1966 | AS Carcassonne         | Championnat de France | Champion    | Coupe de France | 1/2 finale |           |           |           |           |           |           |           |
| 1966-1967 | AS Carcassonne         | Championnat de France | Champion    | Coupe de France | Vainqueur  |           |           |           |           |           |           |           |
| 1967-1968 | AS Carcassonne         | Championnat de France | Finaliste   | Coupe de France | Vainqueur  | CM        | 5         | -         | -         | -         | -         |           |
| 1968-1969 | AS Carcassonne         | Championnat de France | 1/4 finale  | Coupe de France | 1/2 finale |           | 1         | -         | -         | -         | -         |           |
| 1969-1970 | AS Carcassonne         | Championnat de France | 1/4 finale  | Coupe de France | 1/4 finale |           |           |           |           |           |           |           |
| 1970-1971 | AS Carcassonne         | Championnat de France | 1/2 finale  | Coupe de France | 1/8 finale |           | 1         | -         | -         | -         | -         |           |
| 1971-1972 | AS Carcassonne         | Championnat de France | Champion    | Coupe de France | 1/8 finale |           | 1         | -         | -         | -         | -         |           |
| 1972-1973 | Villeurbanne XIII      | Championnat de France | 22e         | Coupe de France |            |           |           |           |           |           |           |           |
| 1973-1974 | St.-Jacques de Carcas. | Championnat de France | 17e         | Coupe de France | 1/4 finale |           | 1         | -         | -         | -         | -         |           |
| 1974-1975 | Pamiers XIII           | Championnat de France | 15e         | Coupe de France |            |           |           |           |           |           |           |           |
| 1975-1976 | Pamiers XIII           | Championnat de France | 11e         | Coupe de France | 1/8 finale |           |           |           |           |           |           |           |
| 1976-1977 | Pamiers XIII           | Championnat de France | 1/4 finale  | Coupe de France |            |           |           |           |           |           |           |           |
| 1977-1978 | Pamiers XIII           | Championnat de France | 11e         | Coupe de France | 1/4 finale |           |           |           |           |           |           |           |
| 1978-1979 | Pamiers XIII           | Championnat de France | 9e          | Coupe de France | 1/8 finale |           |           |           |           |           |           |           |